# Народный судья
Народный судья — судья низшего звена судебной системы СССР — народного суда.

## История
С августа 1989 года на должность народного судьи мог быть избран гражданин СССР, достигший ко дню выборов 25 лет, имеющий высшее юридическое образование, стаж работы по юридической специальности не менее двух лет и сдавший квалификационный экзамен.
Представление кандидатов в народные судьи районных (городских) народных судов производилось совместно Министерством юстиции и Верховным Судом союзной республики и избирались вышестоящими Советами народных депутатов.
До 1989 года народные судьи избирались непосредственно населением района (города) на основе всеобщего равного и прямого избирательного права сроком на 5 лет.

## Источник
- Закон СССР от 4 августа 1989 г. «О статусе судей в СССР»